# 916-os busz (Budapest)
A budapesti 916-os jelzésű éjszakai autóbusz a Széll Kálmán tér és az Uránia között közlekedik. A járatot a Budapesti Közlekedési Zrt. üzemelteti. A járat a nappali 16-os busz útvonalán halad, az éjszakai átszállási lehetőségek miatt az Urániáig jár.

## Története
A járatot 2013. szeptember 7-én indította a BKK.
2021. június 16-án üzemkezdettől 2022. december 16-án üzemzárásig a Széchenyi lánchíd lezárása miatt útvonala módosult, az Erzsébet hídon át közlekedett, a Széchenyi István teret és a Deák Ferenc teret nem érintette.
2024. február 4-én üzemkezdettől az Uránia felé érinti a Rákóczi úti Astoria metróállomás megállót is.
2024. október 1-jétől megáll az új, Halászbástya (Schulek Frigyes lépcső) nevű megállóban is a Hunyadi János úton.

## Útvonala
| Uránia felé |
| Széll Kálmán tér M vá. – Margit körút – Széna tér – Ostrom utca – Várfok utca – Bécsi kapu tér – Nándor utca – Kapisztrán tér – Országház utca – Szentháromság tér – Tárnok utca – Dísz tér – Palota út – Dózsa György tér – Attila út – Krisztina körút – Alagút utca – Alagút – Clark Ádám tér – Széchenyi lánchíd – Széchenyi István tér – József Attila utca – Bajcsy-Zsilinszky út – Deák Ferenc tér – Károly körút – Rákóczi út – Uránia vá. |
| Széll Kálmán tér felé |
| Uránia vá. – Rákóczi út – Károly körút – Deák Ferenc tér – Erzsébet tér – Hild tér – József Attila utca – Széchenyi István tér – Széchenyi lánchíd – Clark Ádám tér – Hunyadi János út – Dísz tér – Tárnok utca – Szentháromság tér – Hess András tér – Fortuna utca – Bécsi kapu tér – Ostrom utca – Várfok utca – Vérmező út – Széna tér – Margit körút – Széll Kálmán tér M vá.                                                                 |

## Megállóhelyei
| 0  | Széll Kálmán tér M végállomás         | 17 | 6 922, 922B, 956, 960, 990 |
| 1  | Széll Kálmán tér M                    | 16 | 956, 960, 990 |
| 2  | Mátray utca                           | 15 | |
| 3  | Bécsi kapu tér                        | 14 | |
| 4  | Kapisztrán tér                        | ∫  | |
| 5  | Szentháromság tér                     | 13 | |
| 6  | Dísz tér                              | 12 | |
| 7  | Tábor utca                            | ∫  | |
| 8  | Palota út, gyorslift                  | ∫  | |
| 8  | Dózsa György tér                      | ∫  | 956 |
| 10 | Krisztina tér                         | ∫  | 956 |
| ∫  | Halászbástya (Schulek Frigyes lépcső) | 11 | |
| ∫  | Donáti utca                           | 10 | |
| 12 | Clark Ádám tér                        | 9  | 990 |
| 13 | Széchenyi István tér                  | 7  | 990 |
| 13 | József nádor tér (↓) Hild tér (↑)     | 6  | 990 |
| 15 | Deák Ferenc tér M                     | 5  | 990 |
| 17 | Deák Ferenc tér M                     | 3  | 100E 909, 909A, 914, 914A, 931, 931A, 934 (hétvége hajnalban), 950, 950A, 979, 979A, 990                                       |
| 19 | Astoria M                             | 1  | 100E 907, 907A, 908, 908A, 909, 909A, 914, 914A, 931, 931A, 934 (hétvége hajnalban), 950, 950A, 956, 973, 973A, 979, 979A, 990 |
| 20 | Astoria M                             | ∫  | 100E 907, 907A, 908, 908A, 909, 909A, 914, 914A, 931, 931A, 934 (hétvége hajnalban), 950, 950A, 956, 973, 973A, 979, 979A, 990 |
| 21 | Uránia végállomás                     | 0  | 907, 907A, 908, 908A, 931, 931A, 956, 973, 973A, 990                                                                           |